# Maurice Meunier
Maurice Meunier (3 oktober 1925) was een Franse jazzmusicus, die klarinet en alt- en tenorsaxofoon speelde.

## Biografie
Meunier speelde bij Francis Charpin, Michel de Villers, met pianist Léo Chauliac en met Pierre Spiers, ook verving hij in Schubert Noël Chiboust. In 1947 maakte hij opnames met Django Reinhardt (te horen op klarinet in nummers als "Babik“, "Blues Clair“ en "What Kind of Friend“) en musici rond Hot Club de France (zoals Raymond Cicurel, Eddie Bernard, Jean-Pierre Sasson, Georges Hadjo, Gaston Leonard, André Persiany). In 1950 was hij lid van de Géo Daly All Stars (met Christian Bellest, Michel de Villers, Raymond Fol, Jean Bonal, Jean Bouchety en Roger Paraboschi). Tevens maakte hij dat jaar opnames onder eigen naam, met Fol, Bouchety en Parabochi (voor het label Swing, de plaat "Morry’s Tune“/"Annie Laurie“). Met deze musici speelde hij in 1954 bij jamsessions in jazzclub St. Germain-des-Pres. Midden jaren 50 werkte hij met Jack Dieval, André Persiany, Roy Haynes, Michel de Villers, Lionel Hampton, Nelson Williams en Henri Crolla. In 1956 maakte hij een eerste album voor Disques Barclay. In de jaren 80 speelde hij opnieuw met Michel de Villers. Zijn laatste opnames maakte hij in 1986 in een trio met Louis Stewart (gitaar) en Michel Gaudry (bas). In de jazz was hij tussen 1942 en 1986 betrokken bij 32 opnamesessies.

## Discografie (selectie)
- Maurice Meunier Quartet/Quintet (Barlay, 1956), met William Boucaya, Raymond Fol, Pierre Michelot, Christian Garros, René Urtreger, Jean-Louis Viale
- For You, For Ever (RDC), met Marcel Azzola, André Persiany, André Condouant, Didi Duprat, Bernard Tessier, Henry Tischitz, Luigi Trussardi, Roger Paraboschi.